# Vesterbergslagens Strejkbrytarförbund
Vesterbergslagens Strejkbrytarförbund bildades 1925 som en strejkbrytarorganisation i Västerbergslagen.
Organisationen hade en styrelse och ett verkställande utskott. I sin verksamhet följde man principen om arbetets frihet och försökte bekämpa monopoliseringen av arbetstillfällena.